# 伊戈尔·斯特列尔科夫
伊戈爾·伊萬諾維奇·斯特列爾科夫（俄语：Игорь Иванович Стрелков，發音：[ˈiɡərʲ ɪˈvanəvʲɪtɕ strʲɪlˈkof]；1970年12月17日—），本名伊戈爾·弗謝沃洛多維奇·吉爾金（俄语：Игорь Всеволодович Гиркин，發音：[ˈiɡərʲ ˈfsʲevələdəvʲɪdʑ ˈɡʲirkʲɪn]），俄罗斯公民、退伍軍人。斯特列尔科夫曾任顿内次克人民共和国的国防部长，是2014年乌克兰东部反政府军的主要领导人之一。由于参与制造2014年克里米亚危机和击落马航MH-17民航机等事件，目前被荷兰、乌克兰等国以在逃战犯身分通缉。
2022年俄国入侵乌克兰期间，斯特列尔科夫在其VK社群发布了许多强烈支持侵略战争，但指责俄军高層“不称职”、“无能”的内容。2023年7月21日，斯特列尔科夫被俄罗斯政府羁押，引起不少回響。

## 生平
根据乌克兰及欧盟资料，斯特列尔科夫本名吉尔金，是一名退役的俄羅斯聯邦安全局（FSB）上校，曾在1990年代積極為俄國右翼報刊明日報（Завтра）撰稿。
2014年7月4日至5日晚，乌克兰军队在6月30日结束为期10天的停火后发起大规模进攻，吉尔金率领斯拉维扬斯克民兵撤出乌克兰包围圈。他们于7月7日开始在顿涅茨克设防。乌克兰方面声称顿涅茨克叛军使用了平民肉盾让乌军难以下手，并且他对至少20名乌克兰平民动用了私刑处死。
2014年，時任顿内次克军领导人的斯特列尔科夫在指揮擊落马来西亚航空17号班机后，在其VK博客发帖称“击落一架乌军An-26运输机”，但在得知被击落的實為外国民航机後，斯特列尔科夫隨即删除該帖文。在该事件被大规模披露后，斯特列尔科夫因此离开顿涅茨克。
2019年6月19日，因涉嫌擊毀民航機，斯特列尔科夫遭到MH17失事聯合調查隊起诉。2022年11月17日，經缺席審判，斯特列爾科夫等三人被判有罪，判处终身监禁。
2022年，俄國全面入侵烏克蘭。斯特列科夫支持俄罗斯对乌克兰的全面战争，但与俄罗斯国防部的论调不同，斯特列科夫在VK平台和Telegram个人频道strelkovii中认为俄军的表现极度糟糕，并于战争初便呼吁俄罗斯进行战争总动员。同年9月，在俄国宣布“部分动员”後，斯特列爾科夫亦前往烏克蘭參戰，但在一个多月后即返回俄国，称：“俄军大部分的士兵和军官不知道他们在为何而战，对他们来说，何为胜利的定义，或者什么才是结束战争的条件，仍是个未解之谜”。同年他因涉嫌参与參與擊落MH17航班而被荷兰法院缺席判处终身监禁。
2023年1月，斯特列尔科夫因拒绝加入瓦格纳集团而与普里格津结仇。
2023年5月，斯特列尔科夫宣布，他和其他人成立了“愤怒的爱国者俱乐部”。他们声称，因为俄罗斯在乌克兰的军事失败以及精英阶层的内斗，普京最终会被取代，俄罗斯面临动荡危险，而他们要力挽狂澜，拯救俄罗斯。
2023年7月21日，斯特列尔科夫遭俄国政府以“极端主义”为名抓捕。此前斯特列尔科夫声称俄政权头目普京是“无用的胆小鬼”，未能有效推動烏克蘭戰爭。
2023年8月19日，斯特列尔科夫被报道健康恶化，呼吸困难。
2024年1月25日，莫斯科一家法院認定伊戈尔·斯特列尔科夫犯有极端主义罪，并判处他四年监禁。伊戈尔·斯特列尔科夫被指控在乌克兰战争期間称普京为“胆小鬼”。

## 轶闻
斯特列尔科夫被网民认为同1999年俄罗斯公寓楼爆炸案中一张嫌疑人的刑事模拟画像长相近似。